# Samoastare
Samoastare (Aplonis atrifusca) är en fågel i familjen starar inom ordningen tättingar.

## Utbredning och systematik
Fågeln förekommer i Samoa och Amerikanska Samoa. Den behandlas som monotypisk, det vill säga att den inte delas in i några underarter.

## Status
IUCN kategoriserar arten som livskraftig.